# عبد الله حمير القحطاني
عبد الله حمير القحطاني شاعر وإعلامي سعودي، ولد في الرياض عام 1967م. يرأس مجلس إدارة مجلة (ليلة خميس)، وله تجربة إعلامية في تقديم البرامج الشعرية عبر تقديم برنامج (ليلة خميس) في قناة (الساحة). صدر له عدد من الدواوين والإصدارات الشعرية من بينها ديوان (صدى الحرمان)، وكتاب (قصائد حب).

## العمل
- أسس مجلة (أصداف) ورأس تحريرها عام 1999م.[3]
- رئيس تحرير مجلة (حياة الناس) التي انطلقت في شهر مايو عام 2000م.[4][5]
- المشرف العام على الأمسيات الشعرية في موسم الرياض التي نظمتها الهيئة العامة للترفيه عام 2019م.[6][7]

## برامج
(ليلة خميس) عرض على قناة (الساحة).

## إصدارات
- ديوان (صدى الحرمان).
- ديوان (قصائد حب).[9]
- ديوان (على طريق الحب).[10]
- (نجوم الشعر).
- (باختصار).
- (أنغام على ضفاف الخليج).[11]
- ديوان (مبيت النية).[12]